# Saint-Denis-le-Thiboult
Saint-Denis-le-Thiboult è un comune francese di 515 abitanti situato nel dipartimento della Senna Marittima nella regione della Normandia.

## Società

### Evoluzione demografica
Abitanti censiti